# Campionati europei di ciclismo su pista 2023 - Scratch maschile
Lo scratch maschile ai Campionati europei di ciclismo su pista 2023 si svolse il 10 febbraio 2023 presso il Velodrome Suisse di Grenchen, in Svizzera.

## Risultati
La gara si disputò sulla distanza di 60 giri (15 km).
| Pos. | Atleta                  | Nazione       | Distacco |
| ---- | ----------------------- | ------------- | -------- |
| 1    | Oliver Wood             | Gran Bretagna |          |
| 2    | Roy Eefting             | Paesi Bassi   |          |
| 3    | Donavan Grondin         | Francia       |          |
| 4    | Tuur Dens               | Belgio        |          |
| 5    | Tim Torn Teutenberg     | Germania      |          |
| 6    | Iúri Leitão             | Portogallo    |          |
| 7    | Albert Torres           | Spagna        |          |
| 8    | Tim Wafler              | Austria       |          |
| 9    | Carl-Frederik Bévort    | Danimarca     |          |
| 10   | Filip Prokopyszyn       | Polonia       |          |
| 11   | Kyrylo Carenko          | Ucraina       |          |
| 12   | Alex Vogel              | Svizzera      | - 1 giro |
|      | Radovan Štec            | Rep. Ceca     | ritirato |
|      | Christos Volikakis      | Grecia        | ritirato |
|      | Jack Bernard Murphy     | Irlanda       | ritirato |
|      | Vladislav Loginov       | Israele       | ritirato |
|      | Martin Chren            | Slovacchia    | ritirato |
|      | Musa Mikayilzade        | Azerbaigian   | ritirato |
|      | George Nemilostivijs    | Lettonia      | ritirato |
|      | Žygimantas Matuzevičius | Lituania      | ritirato |
|      | Mattia Pinazzi          | Italia        | ritirato |